# Duc de Valmy
Pour les articles homonymes, voir Valmy.

Armes de François Christophe Kellermann, 1er duc de Valmy, maréchal d'Empire.

Le titre de duc de Valmy et de l'Empire a été créé en mai 1808 par Napoléon Ier au profit de François Christophe Kellermann, maréchal d'Empire.

## Histoire
Le titre de duc de Valmy est un titre de victoire qui fait référence à la bataille de Valmy du 20 septembre 1792 au cours de laquelle Kellermann s'était illustré comme général en chef de l'armée de la Moselle. Valmy est le seul duché à nom français créé par l'Empereur : se référant à la plus prestigieuse victoire des guerres de la Révolution française, il ne risquait pas de rappeler aux Français les souvenirs de la féodalité.
Le premier duc fut élevé à la pairie lors de la Première Restauration le 4 juin 1814.
Le titre est éteint en 1868 à la mort du troisième duc.

## Liste chronologique des ducs de Valmy
1. 1808-1820 : François Christophe Kellermann (1735-1820), 1er duc de Valmy.
2. 1820-1835 : François Étienne Kellermann (1770-1835), 2e duc de Valmy, fils du précédent.
3. 1835-1868 : François Christophe Edmond Kellermann (1802-1868), 3e duc de Valmy, fils du précédent.